# إيريث وثيمزميد (دائرة انتخابية في المملكة المتحدة)
إيريث وثيمزميد  (بالإنجليزية: Erith and Thamesmead)‏ هي إحدى الدوائر الانتخابية في المملكة المتحدة الممثلة في مجلس العموم في برلمان المملكة المتحدة.
عضو البرلمان الذي يمثلها حالياً هو :John Austin (Lab).